# Außenpolitik Georgiens

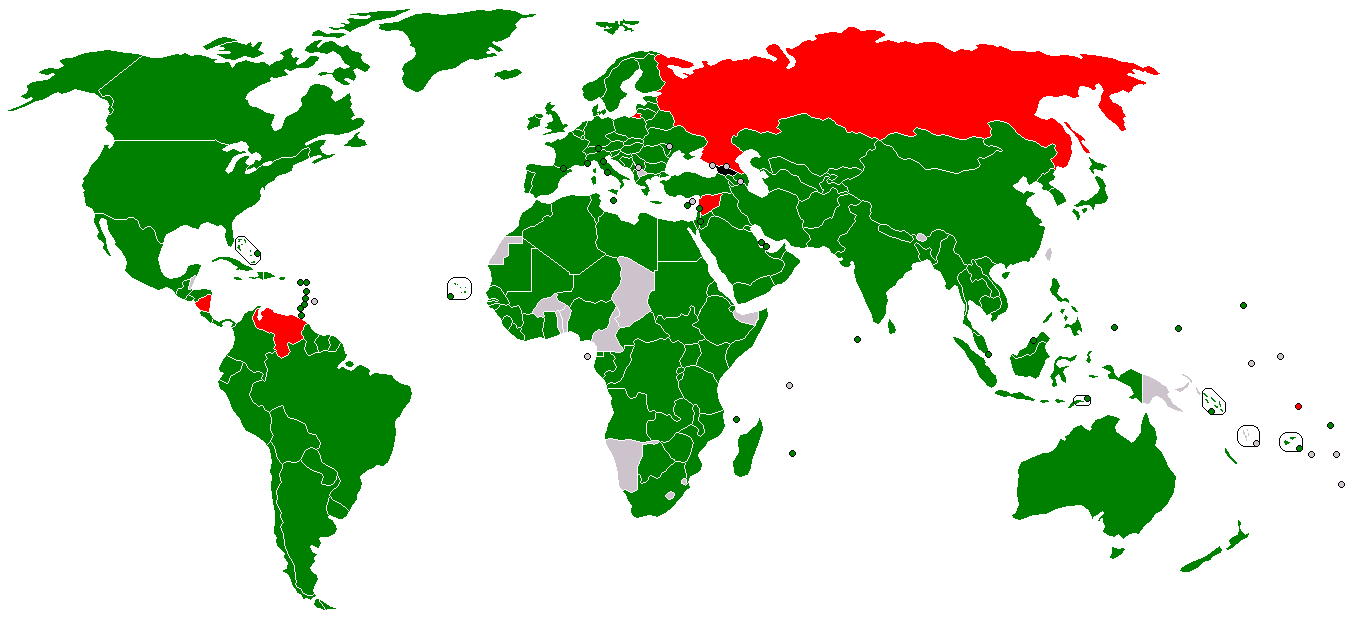
Diplomatische Beziehungen Georgiens:
Diplomatische Beziehungen aufgenommen
Keine diplomatische Beziehungen aufgenommen
Diplomatische Beziehungen abgebrochen

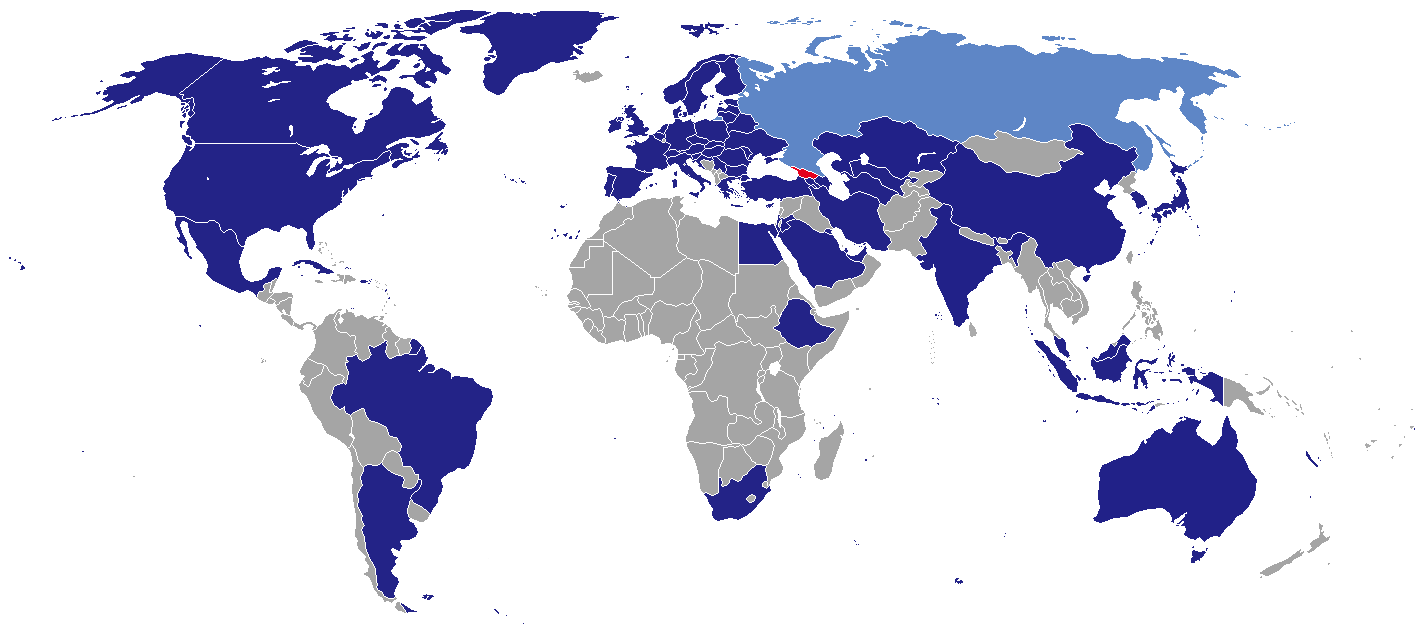
Staaten, in denen Georgien Botschaften hat

Die Außenpolitik Georgiens ist darauf gerichtet, die Unabhängigkeit des Staats zu erhalten. Georgien war über Jahrhunderte ein Spielball ausländischer Interessen und Bestrebungen. Seit der Antike wurde es nacheinander von Griechen, Römern, Arabern, Persern, Mongolen, Osmanen und Russen kolonisiert, erobert oder annektiert. Souverän war das Land lediglich vom 13. bis zum 6. Jahrhundert v. Chr., von 978 bis 1403 und von 1918 bis 1921.
Außenminister von Georgien ist seit dem 30. Dezember 2015 Micheil Dschanelidse.

## Mitgliedschaften
Georgien ist Mitglied in folgenden internationalen Organisationen:
- Vereinte Nationen (UNO) seit 1992
- GUAM
- Organisation für Sicherheit und Zusammenarbeit in Europa (OSZE)
- Internationaler Währungsfonds (IWF)
- Weltbank
- Europäische Bank für Wiederaufbau und Entwicklung (EBWE)
- Welthandelsorganisation (WTO)
- Europarat
- Schwarzmeer-Wirtschaftskooperation (SMWK)

## Beziehungen zu postkommunistischen Staaten
Ein besonderes Verhältnis pflegt Georgien neben der Ukraine und Aserbaidschan mit der Gruppe der Neuen Freunde Georgiens: Estland, Lettland, Litauen, Polen und Rumänien unterstützen und konsultieren Georgien in seinem Wunsch, der Europäischen Union und der NATO beizutreten. Anlässlich der Wiederbelebung der GUAM im April 2005, sprach Präsident Saakaschwili von der Wiedererrichtung eines Baltischen-Schwarzmeer-Rahmens der Stabilität.

### Beziehungen zu Russland
1991 löste sich Georgien aus der Sowjetunion. Insbesondere in Russland betrachten starke politische Gruppen Georgien bis heute als verräterischen Vasallenstaat. Sie stützen sich auf die Geschichte der vergangenen 200 Jahre, in denen Georgien fast ununterbrochen zum Russischen Reich, später zur Sowjetunion gehörte.
Unmittelbar nach der Gründung Georgiens 1991 unterstützte Russland separatistische Bewegungen in Abchasien, Südossetien und Adscharien. Die in der Folgezeit entstandenen, von Russland abhängigen Staaten, sind ein Druckmittel, mit dem jederzeit Einfluss auf die georgische Innenpolitik ausgeübt werden kann. Der Druck kann beliebig verstärkt werden, da Russland eigenes Militär in Abchasien und Südossetien stationiert hat. 1994 vermochte Russland Georgien zum Beitritt in die Gemeinschaft Unabhängiger Staaten (GUS) und zur Garantie russischer Stützpunkte in den georgischen Städten Batumi sowie Achalkalaki (siehe Gruppe der Russischen Streitkräfte in Transkaukasien) drängen.
Ende September 2006 verschlechterten sich die georgisch-russischen Beziehungen dramatisch, als die georgischen Behörden vier Offiziere der Spionage für die russische Föderation verdächtigte, verhaftete und einem OSZE-Vermittler übergab. Russland verhängte daraufhin eine Blockade sämtlicher Straßen-, See-, Schienen- und Luftverbindungen nach Georgien. Im Dezember 2007 forderte Russland von Georgien, seine "gesetzmäßigen Argumente" zu beachten. Dazu gehörten laut RIA Novosti eine außenpolitische Neutralität Georgiens, keine Stützpunkte der NATO und unbeschränkte wirtschaftliche Aktivitäten des russischen Staates in der Kaukasusrepublik.
Im August 2008 kam es im Kaukasus-Konflikt 2008 zu militärischen Auseinandersetzungen mit Russland und Südossetien. Dabei drangen die russischen Streitkräfte tief in das georgische Staatsgebiet vor, zerstörten Luftwaffen- und Marinestützpunkte, unterbrachen die Hauptverkehrsadern, besetzten die Städte Gori und Poti. Zwar wurde auf Vermittlung der EU-Ratspräsidentschaft ein Abzug der russischen Truppen aus Georgien vereinbart, bis Anfang Oktober 2008 jedoch nur teilweise umgesetzt. Am 29. August 2008 brach Georgien die diplomatischen Beziehungen mit Russland ab. Seit August 2009 ist Georgien auch nicht mehr Mitglied der GUS.
Nach dem Machtantritt der Partei “Georgischer Traum” 2012 und dem Ausscheiden von Micheil Saakaschwili als Präsident 2013 setzte sich auf Initiative von Tiflis u. a. im ökonomischen Bereich ein vorsichtiges Tauwetter in georgisch-russischen Verhältnissen durch. Moskau hob das 2006 verhängte Handelsembargo gegen die wichtigsten georgischen Exportgüter Wein und Mineralwasser auf. Umgekehrt stiegen georgische Importe aus Russland deutlich. Das Gesprächsklima verlagerte sich von der konfrontativen auf die kooperative Ebene. Eine maßgebliche Rolle in der Entspannungspolitik spielten der georgische Sonderbeauftragte für Russland Surab Abaschidse und stellvertretender russischer Außenminister Grigorij Sarasin. Zwei wesentliche Spannungsfelder auf politischer Ebene belasten nach wie vor die zwischenstaatlichen Verhältnisse. Zum einen treibt Moskau eine immer engere Einbindung der abtrünnigen georgischen Provinzen Abchasien und Südossetien in die Russische Föderation voran. Mit beiden de-facto Staaten beschloss die russische Führung 2014 und 2015 strategische Partnerschaften, was in Tiflis als „schleichende Annexion“ eingestuft wurde. Zum anderen mochte Georgien auch unter der neuen Regierung nicht von seinem bisherigen proeuropäischen Integrationskurs abweichen. Dieser wird im Kreml weiterhin misstrauisch beäugt.
Von 2008 bis Januar 2018 gab es 42 Runden von Konsultationen in Genf zur Sicherheit und Stabilität im Kaukasus. Georgien will keine Abkommen mit den abtrünnigen Regionen schließen, während Russland schlichtwegs bestreitet, Konfliktpartei zu sein. Die beiden Länder beschränkten sich bei den Konsultationen meist auf gegenseitige Schuldzuweisungen unter den Augen der USA, der EU, der OSZE, der UNO sowie Vertretern der abtrünnigen Regionen.
Schon im Jahr 2011 hatte sich jedoch Georgien im Gegenzug für die Aufgabe seines Veto gegen die Aufnahme Russlands in die WHO die Schaffung von neutral überwachten Handelskorridoren zusichern lassen. Dies, weil sich Georgien und Russland keine direkte wintersichere Grenze teilen. Erst als sich 2017 der Handel zwischen Russland und Georgien verstärkte, gab es einen ersten Schritt zu möglichen zwei Korridoren.
Im 2019 wurde der Einsatz der "Wein-Waffe" erneut Thema, nachdem 2006 bis 2013 der Export von Wein nach Russland russischerseits verboten war. Der Auslöser für die Verschlechterung der Beziehungen waren Proteste in Georgien nach einer Rede eines russischen Kommunisten anlässlich einer Konferenz der Interparlamentarischen Versammlung der Orthodoxie im georgischen Parlament.

### Beziehungen zu Armenien
Die Beziehungen zwischen beiden Staaten sind für Armenien essentiell, weil Georgien als die einzige Landverbindung zu Russland für den armenischen Handel äußerst wichtig ist. Die Beziehungen leiden unter politischen Instabilität in Georgien seit der Unabhängigkeit. Außerdem werden fast alle Exporte Armeniens, die per Schiff erfolgen, über die georgischen Schwarzmeerhäfen abgewickelt. Diese faktische Monopolstellung führt immer wieder zu überhöhten Preisen.
In sicherheitspolitischen Fragen halten beide Länder an gegensätzlichen Ansätzen fest. Während Georgien die NATO-Mitgliedschaft anstrebt, gehört Armenien der russisch dominierten Organisation des Vertrages über kollektive Sicherheit (OVKS) an. Unterschiedlich sind auch die Positionen in Bezug auf die völkerrechtliche Beilegung ethno-territorialer Konflikte. Georgien spricht sich für die Einhaltung der territorialen Integrität der Staaten (gemeint sind Abchasien und Südossetien) ein, wogegen Armenien für das Prinzip Selbstbestimmungsrecht der Völker (Stichwort Berg-Karabach) plädiert.

## Beziehungen zum Westen
Bis 1995 kümmerte sich der Westen wenig um Georgien. Lediglich Deutschland pflegte eine Sonderbeziehung zu Präsident Eduard Schewardnadse, der als sowjetischer Außenminister die deutsche Einheit vorangetrieben hatte. Verstärkte Ölförderungen in Turkmenistan und Aserbaidschan rückten den Staat im südlichen Kaukasus als Transitland zur Verschiffung des schwarzen Goldes Mitte der 1990er-Jahre wieder in den Blickpunkt. Georgien sieht sich seither in einer geopolitisch privilegierten Lage.

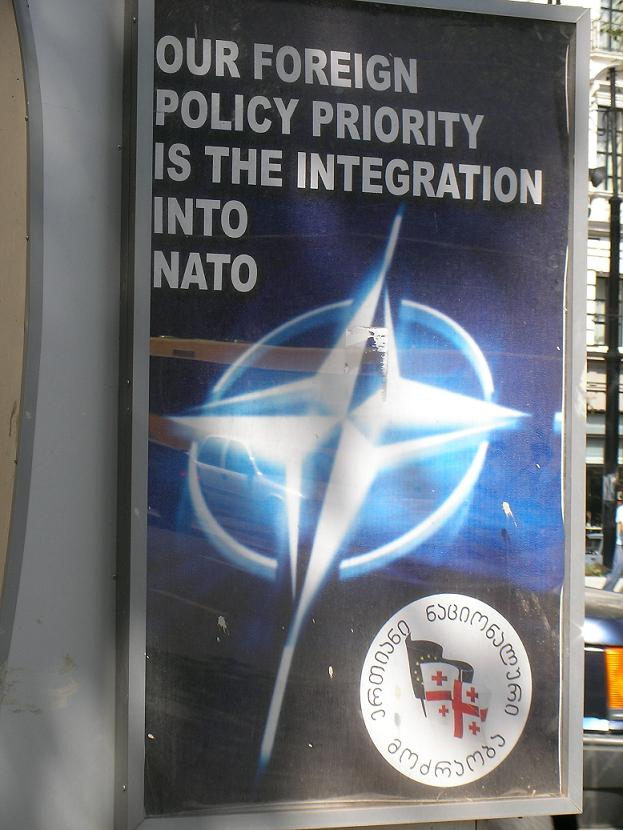
Plakat der georgischen Regierungspartei ENM

Inzwischen wird Georgien durch Kredite des Internationalen Währungsfonds (IWF), der Weltbank und der Europäischen Bank für Wiederaufbau und Entwicklung unterstützt. Die NATO schloss mit Georgien eine strategische Partnerschaft ab und unterhält in Tiflis eine Vertretung. Es wurde Mitglied im Europarat und gehört zu den EU-Programmen Europäische Nachbarschaftspolitik (ENP) sowie TRACECA. Seit 1994 erhält Georgien US-amerikanische Militärhilfe und ist seit 2004 mit 850 Soldaten im Irak vertreten. In Afghanistan schützte eine 50-köpfige georgische Einheit die UNO-Beobachtermission.
Seit dem 29. Oktober 2004 ist Georgien mit der NATO durch einen Individual Partnership Action Plan (IPAP) verbunden. In dem Plan verpflichtet sich Georgien, zur Reform seines politischen, Sicherheits- und Verteidigungssystems entsprechend den bei der NATO üblichen Standards. Im September 2006 wechselte Georgien auf eine neue Stufe der Zusammenarbeit mit der NATO, den Intensiven Dialog (ID). Eine Aufnahme Georgiens in den Membership Action Plan (MAP) wurde auf dem NATO-Gipfeltreffen in Bukarest im April 2008 abgelehnt. Deutschland hatte sich gegen eine Aufnahme Georgiens in den MAP ausgesprochen. Es verlangte, nur jene Staaten dürften NATO-Mitglied werden, in denen es keine internen Konflikte gebe.
Die USA haben sich 1999 im Silk Road Strategy Act darauf festgelegt, starke politische, wirtschaftliche und sicherheitspolitische Bindungen zwischen den Ländern des Südkaukasus ... und dem Westen zu entwickeln. Seit 2002 sind US-Militärausbilder für verschiedene Programme in Georgien tätig. Am 9. Januar 2009 unterzeichneten die USA und Georgien ein Abkommen mit dem Titel „United States-Georgia Charter on Strategic Partnership“. Es umreißt die Gebiete der Zusammenarbeit und wiederholt die Unterstützung der USA für die territoriale Integrität Georgiens und für Georgiens NATO-Mitgliedschaft.

### Beziehungen zur Europäischen Union
Georgien plant langfristig der Europäischen Union beizutreten. Im Kaukasus-Konflikt 2008 kam es zu Differenzen. Präsident Saakaschwili gab der EU eine Mitschuld am Militärkonflikt, weil sie seine Warnungen vor einer russischen Truppenkonzentration an der georgischen Grenze nicht ernst genommen habe. Im Mai 2009 trat Georgien der Östlichen Partnerschaft bei.

## Beziehungen zur Türkei
Georgien unterhält zur Türkei, ähnlich wie zu Armenien, gute Beziehungen, die weiterhin ausgebaut werden. Mit dem Machtantritt der AKP-Regierung in der Türkei 2002 erfuhren georgisch-türkische Beziehungen einen kräftigen Schub. Nachdem Tiflis seinerseits die Geschäftsbedingungen für ausländische Kapitalanleger erleichtert hatte, kam es zu einem regelrechten Ansturm von Investitionen türkischer Unternehmen in die georgische Wirtschaft. 2005 wurde die Visumspflicht zwischen beiden Ländern abgeschafft, 2007 Freihandelsabkommen abgeschlossen und 2012 die passfreie Reiseregelung vereinbart.
Die seit 2006 in Betrieb befindlichen Baku-Tiflis-Ceyhan Öl- und Baku-Tiflis-Erzurum Gaspipelines sowie die 2016 fertiggestellte Bahnstrecke Kars–Achalkalaki–Tiflis–Baku können auch als Zeichen für die guten Beziehungen angesehen werden.

## Beziehungen zu Staaten des Nahen und Mittleren Ostens
Seit 2006 baut Georgien seine Verbindungen zum Iran und zur arabischen Welt aus. Es knüpft dabei an seine traditionelle Rolle als Mittler zwischen Orient und Okzident an. Die Präsidenten Saakaschwili und Mahmud Ahmadinedschad vereinbarten am Rande der UN-Vollversammlung im September 2006 eine verstärkte Zusammenarbeit auf den Feldern Energie, Transport und Industrie. Kuwait gab Georgien Kredite für den Ausbau des Straßennetzes.
Im Jahr 2008 verschlechterten sich georgisch-iranische Beziehungen kurzfristig dramatisch, nachdem georgische Offizielle mehrere iranische Staatsbürger unter dem Vorwurf der Schmuggel, Geldwäsche und sonstiger konspirativer Aktivitäten verhaftet und an die USA ausgeliefert hatten. Erst nach der Entschuldigung des georgischen Außenministers Grigol Waschadse für diesen Fall im Januar 2010 bei seinem Besuch in Teheran fanden beide Seiten erneut den Weg in die Normalität.